# Maruti Udyog
Maruti Suzuki Arena (Antes Conocido Como Maruti Suzuki India Limited) es una compañía de cotización en la bolsa de India. Es uno de los líderes fabricantes de automóviles en el sur de Asia. Suzuki Motor Corporation de Japón e instituciones Indias son copropietarias de la empresa. Fue la primera empresa de la India en producir y vender masivamente más de un millón de vehículos. Es la empresa responsable de haber desencadenado la revolución automotriz en la India y es la líder del mercado en este país. El 17 de septiembre de 2007, Maruti Udyog fue renombrada como Maruti Suzuki India Limited. La sede de la compañía está ubicada en Gurgaon, cerca de Nueva Delhi.

## La industria
Maruti Suzuki India Ltd (anteriormente conocida como Maruti Udyog Ltd) es uno de los mayores fabricantes de automóviles de la India y el líder del mercado en el segmento de automóviles, tanto en términos de volumen de vehículos vendidos como de ingresos obtenidos. Hasta hace poco, el 18.28% de la empresa fue propiedad del Gobierno de la india, y el 54.2% de Suzuki de Japón. El Gobierno de la India realizó una oferta pública de venta inicial de un 25% de la empresa en junio de 2003. A partir del 10 de mayo de 2007 vendió su cuota completa a las instituciones financieras a la India. Con esto, el gobierno de la India dejó de ser socio de Maruti Udyog.

## Historia
Maruti Udyog Limited (MUL) se creó en febrero de 1981, aunque la producción de vehículos recién comenzó en 1983. Durante el 2004, Maruti produjo más de 5 millones de vehículos. Los automóviles Maruti se venden en la India y varios otros países, en función de los pedidos de exportación. Autos similares a los Maruti (pero no fabricados por Maruti Udyog) se venden por Suzuki en Pakistán y otros países del sur de Asia.
La empresa anualmente exporta más de 30.000 vehículos y tiene un gran mercado interno en la India con la venta de más de 500.000 vehículos anuales. El Maruti 800, hasta 2004, era el vehículo más vendido de la India desde que se lo lanzó en marcha en 1983. Más de un millón de unidades de este automóvil se han vendido en todo el mundo hasta la fecha. Actualmente, el Maruti Alto encabeza las ventas.
Debido al gran número del modelo Maruti 800 vendidos en el mercado indio, el término "Maruti" se utiliza comúnmente para referirse a este modelo de automóvil compacto. Hasta hace poco el término "Maruti", muy popular en la cultura india, se asociaba con el modelo Maruti 800.
Maruti Suzuki India Limited, una filial de Suzuki Motor Corporation de Japón, ha sido el líder del mercado de automóviles de la India durante más de dos décadas.

## Fábricas
Se trata de dos instalaciones de fabricación que se encuentran ubicadas en Gurgaon y Manesar, al sur de Nueva Delhi. La fábrica de Maruti Gurgaon tiene una capacidad instalada de 350.000 unidades por año. La instalación de Manesar, lanzada en febrero de 2007 comprende una planta de montaje de vehículos con una capacidad de 100.000 unidades por año y una planta de motores diésel con una capacidad anual de 100.000 motores y transmisiones. Manesar y Gurgaon instalaciones tienen una capacidad combinada de producción de más de 700.000 unidades por año.

## Maruti Suzuki hacia el año 2000
Más de la mitad de los automóviles vendidos a principios del siglo XXI en la India son Maruti. La empresa es una filial de Suzuki Motor Corporation de Japón, que posee 54,2 por ciento de Maruti. El resto es propiedad de accionistas e instituciones financieras. Las acciones cotizan en la Bolsa de Valores de Bombay y en la Bolsa de Valores Nacional de la India.
Durante 2006-07, Maruti Suzuki ha vendido alrededor de 675.000 vehículos, de los cuales 39.000 se exportaron. En total, más de seis millones de automóviles Maruti circulan por las carreteras de la India desde que el primer automóvil comenzó a transitar el 14 de diciembre de 1983.

## Modelos
Maruti Suzuki ofrece actualmente 10 modelos que comprenden desde el coche utilitario Maruti 800, de menos de Rs 200.000 (USD 5000), al sedán SX4 y los SUV de lujo, incluyendo al Grand Vitara así como Suzuki Jimny 5 puertas.

## En general
Suzuki Motor Corporation, la sociedad matriz, es un líder global en coches compactos desde hace tres décadas. Suzuki posee la tecnología para crear vehículos compactos y ligeros, con motores eficientes de combustible limpio.
Maruti es claramente una buena elección como "empleador" para los ingenieros de automoción y los directores jóvenes de todo el país. Cerca de 75000 personas están empleadas directamente por Maruti y sus asociados.
La empresa da fe de la satisfacción del cliente. Durante siete años consecutivos se encuentra en primer lugar de preferencia de los clientes entre todos los fabricantes de automóviles de la India según la encuesta anual por JD Power Asia Pacífico.
Maruti Suzuki nació como una empresa del gobierno indio, con Suzuki como un socio minoritario, para hacer un coche popular, para la clase media de la India. A través de los años, la gama de productos se ha ampliado, la propiedad ha cambiado de manos y el cliente ha evolucionado. Lo que no ha cambiado, entonces y ahora, es la misión de Maruti India.